# Cundi

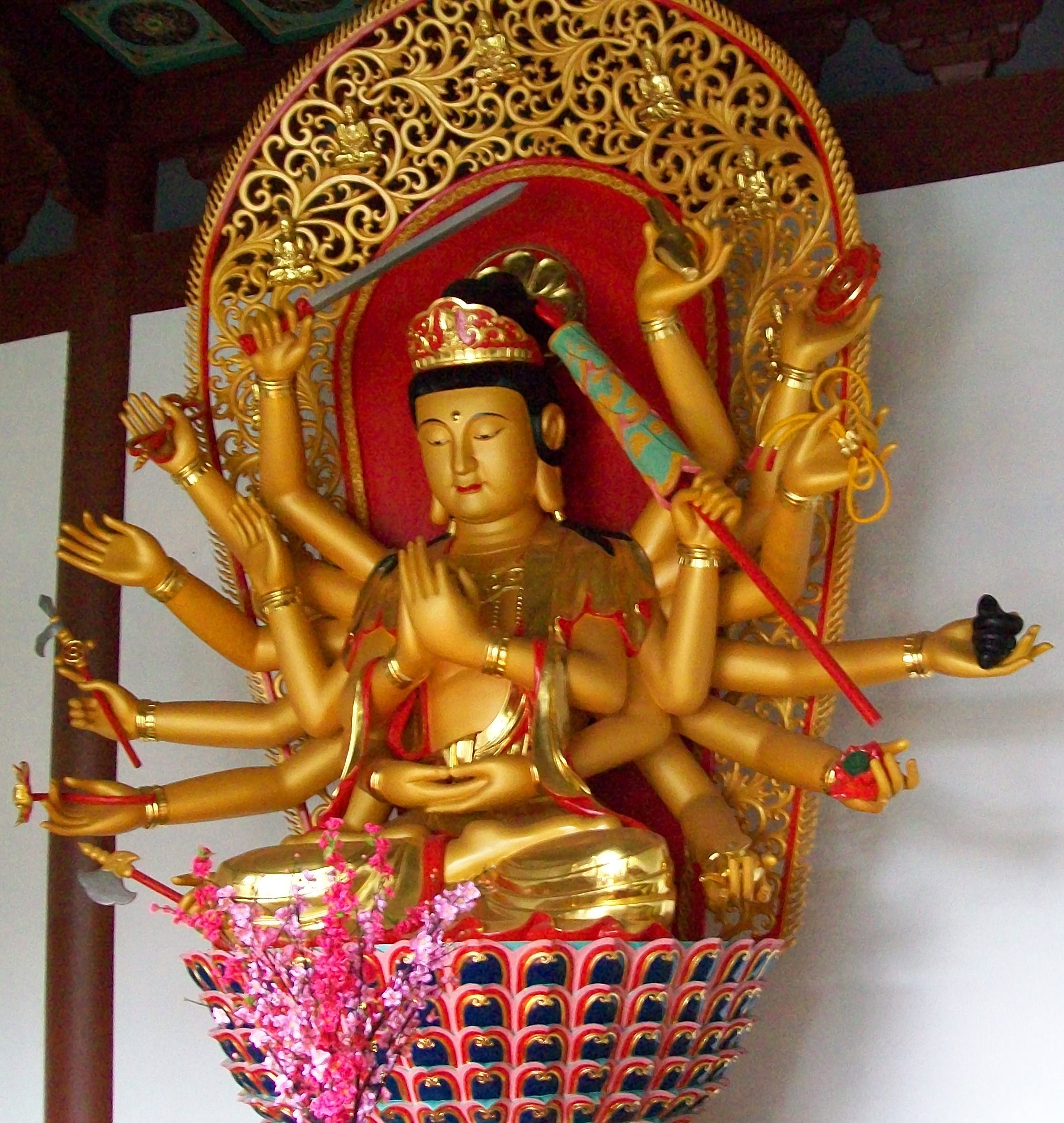
O statuie din aur a lui Cundi de la templul chinez din Lingyn.

Cundi (în sanscrită:चुन्द  , Puritatea Extremă) este un bodhisattva , venerat în Budismul Mahayana și Vajrayana . Ea este cunoscută și sub numele de Bhagavati , sau mama lui Buddha . Cundi este foarte venerată în budism , mai ales în cel Vajrayana , dar este destul de venerată și în cel Mahayana , mai ales sectele ezoterice din China și Japonia . Cundi este invocată în multe ceremoni , mai ales în cele de protecție spirituală , vindecare a unor boli , sau chiar în ritualurile ce țin de exorcism .